# 恒春羊耳蒜
恒春羊耳蒜（学名：Liparis grossa）为兰科羊耳蒜属下的一个种。

## 扩展阅读
維基物種上的相關：恒春羊耳蒜